# Bartolomé Masó (Cuba)
Bartolomé Masó es uno de los trece municipios de la provincia de Granma, en la isla de Cuba. Toma su nombre de una de las figuras más importantes en las luchas independentistas de Cuba en la etapa colonial: Bartolomé Masó Márquez (1830-1907). Tiene una extensión territorial de 634.4 km².

## Situación geográfica
Se encuentra situado en la parte sur de la provincia. Tiene frontera al oeste con los municipios de Campechuela, Manzanillo y Pilón, al este limita con Buey Arriba, al norte con Yara y al sur con el municipio de Guamá de la provincia de Santiago de Cuba

## Reseña económica
La producción de azúcar y café constituyen el fuerte económico de la región, aportando al país y al municipio una fuente importante de ingresos financieros, que contribuye al desarrollo nacional y local. 
También se destaca en su ambiente económico la crianza de peces de agua dulce en la Estación de Alevinaje René Ramos Latour, ACUIPASO. Este centro de producción de alevines clasifica como el mayor de Cuba y uno de los más extensos del área del Caribe.

## Sociedad
Según datos del año 2006 de la Oficina Nacional de Estadísticas de la República Cuba su población asciende a la cifra de 52 987 habitantes. El territorio posee tres bibliotecas públicas para el desarrollo cultural de la población, cuenta además con dos salas de video y 17 salas de televisión, de las que son beneficiarios principales los niños de 4 a 5 años en un programa infantil llamado Educa a tu Hijo.
También, cuatro museos y un aula museo son los testigos de la Historia del municipio, que brindan servicio a la familia cubana así como a los estudiantes; al igual que los 121 lugares históricos situados en las sabanas de todo el lugar, conformando un complejo patrimonial cultural, del que forma parte significativamente el Gran Parque nacional Sierra Maestra con el monumento Nacional: la Comandancia General del Ejército Rebelde en La Plata.

## Cultura
Como resultado del predominio de zonas montañosa, la cultura campesina tiene un lugar importante. Costumbres, creencias, hábitos se han heredado de los años anteriores junto a las prácticas de religiones como el espiritismo de cordón, la protestante y la católica.
Existe un fuerte movimiento artesanal con fines decorativos y de utilería, más de 60 artesanos que laboran en distintos Consejos Populares desarrollan las artes plásticas en los campos de la carpintería, la cestería, el bordado, el tejido, la talabartería y la cerámica.
En la parte musical se cultivan géneros campesinos: el repentismo, la décima de los cuales descuellan las canciones del Quinteto Rebelde por su profundo contenido histórico.
En el territorio trabajan instructores de arte en función del acervo cultural e histórico, en un proyecto conjunto que incluye información visual y sonora sobre la Historio del municipio.

## Torre de vigilancia embrujada
En 1860, seis soldados desaparecieron sin dejar rastro durante su servicio en una torre de vigilancia en San Juan, a 20°9'6"N 76°53'20"O, tras varios disparos. El oficial Manolo Herez, de Manzanillo, fue llamado para investigar estos incidentes. Él custodiaba la torre junto con algunos sargentos de un bosque cercano, junto con un soldado de servicio. Durante las primeras seis noches no ocurrió nada inusual. La noche siguiente, fue avistado; luego, cuando el guardia salió de la torre para un breve descanso, apareció una misteriosa mancha oscura que lo siguió al interior. De repente, una luz brillante apareció en la torre, lo que permitió a Manolo Herez y sus hombres ver al guardia. Entonces se escuchó un estallido y la luz se apagó.
Ya no se pudo encontrar al guardia de la torre. Solo había una entrada a la torre y la ventana no era lo suficientemente ancha como para que un hombre pudiera pasar. 